# Darbepoetin alfa
La darbepoetin alfa, vendue entre autres sous le nom de marque Aranesp, est une érythropoïétine modifiée.

## Usage médical
Est un médicament utilisé pour traiter le faible nombre de globules rouges dû à une insuffisance rénale chronique ou à une chimiothérapie. Il est administré par injection dans une veine ou sous la peau. Il n'est pas recommandé d'administrer des doses permettant d'atteindre un taux d'hémoglobine supérieur à 110 g/L (11 g/dL).

## Effets secondaires
Les effets secondaires courants comprennent l'hypertension artérielle, les réactions allergiques et l'enflure, d'autres effets secondaires peuvent inclure des caillots sanguins et une aggravation du cancer. Elle agit de la même manière que l'érythropoïétine, pour augmenter la production de globules rouges par la moelle osseuse. Elle est fabriquée par la technologie de l'ADN recombinant.

## Histoire
La darbépoétine alfa a été approuvée pour un usage médical aux États-Unis et en Europe en 2001,  Au Royaume-Uni, 4 semaines à une dose de 40 microgrammes par semaine coûtent au NHS environ 235 GBP. Ce montant aux États-Unis coûte environ 1 200 USD.